# 研修医なな子
『研修医なな子』（けんしゅういななこ）は、森本梢子による日本の医療漫画、またそれを原作としたテレビドラマ。『オフィスユー』（創美社）1994年9月号から1995年6月号、『YOU』（集英社）1995年7月号から1999年22号に連載。全80話。単行本全7巻で50万部を超える。
若い女性研修医が臨床最前線で急患に、手術に、恋愛にてんてこ舞いしながら一人前の医師に成長しながら、病院って実はこんなところだった、という姿を描くコメディ作品である。作者の姉が勤務していた熊本大学医学部附属病院への取材に基づき、執筆した。医療漫画の中でも現場のリアリティに優れた作品として、医療関係者からも評価されている。

## あらすじ
K大学医学部付属病院第2外科の研修医・杉坂なな子はドジな所もあるが、日々の治療や解剖実習、研究成果を発表する学会デビューなどを経験しながら成長していく。

## 登場人物
杉坂 なな子（すぎさか ななこ）
K大学医学部付属病院第2外科医局に所属する研修医。テニスで鍛えた体力とやる気は人一倍。恋愛には疎い。強い印象で教授に覚えられ、ついたあだ名は「避雷針なな子」。第二外科の中では紅一点だが男勝りな性格なためか、同僚の研修医からは女の服を着た男のように思われている。のちに緒方と結婚することが明らかとなる。なお、モデルとなった作者の姉である泉薫子医師は、現在精神科クリニックを開業している。
緒方 俊介（おがた しゅんすけ）
なな子の指導医。がさつで口が悪い威張り屋で、なな子に容赦なく指導する。救急センター勤務の経験があり、手術時はやたらハイテンションになるが、手術の腕は確かである。
荒巻 慎太（あらまき しんた）
第2外科の研修医。かなりのマイペース派で、よく寝坊して遅刻する。患者の娘や合コンの相手などやたらモテる描写があるが、なんとなくなな子のことが気になっているようである。
田上 明（たがみ あきら）
第2外科の研修医。勤務する病院に祖母が入院し、医局スタッフに「明をよろしく」と挨拶をして回ったというおばあちゃん子。なな子とは高校1年生の時に出会い、10年以上の付き合いで、男女の壁を越えた友情を認め合う親友。荒巻に対し、「あいつ（なな子）にみょーな気をおこすお前の気持ちはまったくわかんないよ」と発言する。
小山田 宗春（おやまだ むねはる）
第2外科の教授。実績もあり対外的な受けはよいが、内部には厳しく神経質な性格。少し変わった髪形をしていて、髪型を笑った者は、小山田の意向で遠隔地に飛ばされるという噂がある。恐妻家らしい。

## テレビドラマ
1997年10月13日から1997年12月8日まで、テレビ朝日系『月曜ドラマ・イン』枠で全9話が放映された。
本作で初めて研修医を演じた佐藤藍子は、収録前に東京都内の病院で研修を受け、役作りを行った。

### キャスト
- 杉坂なな子 - 佐藤藍子
- 緒方俊介 - 保坂尚輝
- 荒巻慎也 - 国分太一
- 佐野五郎 - 柳沢慎吾
- 郡山賢治 - 篠井英介
- 小山田宗春 - 伊東四朗
- 藤堂あずさ - 小林恵
- 田上弘 - 宮下直紀
- 谷幸四郎 - つぶやきシロー
- 武田若葉 - 矢部美穂
- 近藤昇 - 高橋克実
- 青木洋子 - 小林千香子
- 井上博子 - 寺田千穂
- 木下雅晴 - 橋本久良生
- 杉坂透 - 石川太門
- 藤田秀美 - 梅宮万紗子
- 看護婦長 - 西美子
- 第1話 患者 - 伊藤俊人
- 中島陽子
- 俵山栄子
- 谷津勲
- 一谷真由美
- 川村美子
- 山梨ハナ
- 小沢朋美
- 三宅正信

### スタッフ
- 原作：森本梢子
- 脚本：楠本ひろみ
- 演出：斎藤郁宏、杉山登、池添博
- チーフプロデューサー：佐藤涼一（テレビ朝日）
- プロデュース：桑田潔（テレビ朝日）、大野秀樹（5年D組）
- 協力プロデューサー：中山秀一、太田雅晴（5年D組）
- プロデュース補：白倉伸一郎（テレビ朝日）
- 制作協力：5年D組

### 主題歌
- Every Little Thing 「Shapes Of Love」

### サブタイトル
| 各話                                                     | 放送日         | サブタイトル               | 演出     | 視聴率 |
| -------------------------------------------------------- | -------------- | -------------------------- | -------- | ------ |
| 第1回                                                    | 1997年10月13日 | ケガより恐いドジな医者     | 斉藤郁宏 | 9.2%   |
| 第2回                                                    | 1997年10月20日 | 寝坊でチコクで大ピンチ！   | 斉藤郁宏 | 8.2%   |
| 第3回                                                    | 1997年10月27日 | てごわい患者が緊急入院!!   | 杉山登   | 8.3%   |
| 第4回                                                    | 1997年11月3日  | 金髪先生がやってきた！     | 斉藤郁宏 | 8.7%   |
| 第5回                                                    | 1997年11月10日 | 突然！ナースな見習い!?     | 池添博   | 9.8%   |
| 第6回                                                    | 1997年11月17日 | サイテー患者の超シゴキ!!   | 杉山登   | 9.1%   |
| 第7回                                                    | 1997年11月24日 | ついに出発!!噂の医局旅行   | 池添博   | 10.5%  |
| 第8回                                                    | 1997年12月1日  | 追跡!!下着ドロを捕まえろ   | 杉山登   | 9.7%   |
| 最終回                                                   | 1997年12月8日  | シゴキは続くぞ!!どこまでも | 杉山登   | 9.0%   |
| 平均視聴率9.2%（視聴率は関東地区・ビデオリサーチ社調べ） |                |                            |          |        |